# نيلسون بيكيه جونيور
نيلسون بيكيه جونيور (بالبرتغالية: Nelson Angelo Piquet‏) مواليد 25 يوليو 1985 في هايدلبرغ، هو سائق فورملا 1 برازيلي سابق بدأ مسيرته الاحترافية سنة 2008. كان أول سباق له هو جائزة أستراليا الكبرى 2008. خاض خلال مسيرته 28 سباقاً. هو ابن نيلسون بيكيه بطل بطولة العالم للفورمولا 1 لثلاث مرات.

## سباقات شارك فيها
- لو مان 24 ساعة
- بطولة فورمولا 3 البريطانية
- بطولة فورمولا إي

## روابط خارجية
- نيلسون بيكيه جونيور على موقع IMDb (الإنجليزية)
- نيلسون بيكيه جونيور على موقع قاعدة بيانات الفيلم (الإنجليزية)
- نيلسون بيكيه جونيور على موقع Racing-Reference.info (الإنجليزية)
- نيلسون بيكيه جونيور على موقع DriverDB.com (الإنجليزية)